# متالورژی مس
متالورژی مس کتابی از حکمت رضوی زاده و رامز وقار است که در سال ۱۳۶۸ منتشر و در مراسم کتاب سال جمهوری اسلامی ایران به‌عنوان کتاب برگزیده معرفی شد.